# أناندا
كان أناندا (بالإنجليزية: Ānanda) أحد تلامذة بوذا الأساسيين وأحد مرافقيه المخلصين. ومن بين العديد من تلامذة بوذا، تميز أناندا بذاكرة حديدية، وتُعزى غالبية نصوص نصوص كاماسوترا المقتبسة منسوتا بيتاكا إلى حفظه لتعاليم بوذا في أثناء المجلس البوذي الأول. لهذا، كان يُطلق عليه حارس دارما.
وفقًا للبوذية، فإن كل بوذي في الماضي وفي المستقبل سيكون له اثنان من التلامذة الأساسيين ومرافق واحد في أثناء ولايته. وبالنسبة لحالة غوتام بودا كان التلميذان هما ساريبوتا (Sariputta) وماهاموغالانا (Mahamoggallana) وكان أناندا هو المرافق.
وكلمة أناندا تعني 'السعادة' في اللغة البالية واللغة السنسكريتية وباللغات الهندية الأخرى. وهو يعد أحد الأسماء البوذية والهندوسية الشائعة، كما يشيع استخدامه أيضًا بين مسلمي إندونيسيا.
وفي نصوص كاناكاثالا سوتا (MN 90), يُعرف أناندا بالمعنى الذي يشير إليه اسمه:
ثم قال الملك باسينداي كوسالا لصاحب القداسة «سيدي، ما اسم هذا الراهب?»
«اسمه أناندا أيها الملك العظيم.»
«يا له من اسم يعبر عن السعادة والهناء! إنه ينعم بالسعادة بكل تأكيد! ...»
كان أناندا أول ابن عم لـ بوذا وكان شديد الإخلاص له. وفي العام العشرين من ولاية بوذا، أصبح أناندا المرافق الشخصي لبوذا حيث كان يصحبه في معظم جولاته بل كان يشارك كـ محاور في العديد من الحوارات المسجلة. وهو أحد الذين نالوا المديح الخاص الذي قاله بوذا قبل البارينيبانا (البارينيبانا سوتا DN 16 ; i) وهي عبارة عن جمل مديح لرجل يتميز بالأدب والإيثار وحب الناس له ومراعاة مشاعر الآخرين.
وفي قائمة الأسماء الطويلة المذكورة في أناغوترا نيكايا (الجزءان الأول والرابع عشر) حيث يُذكر كل منهم بأنه الأكثر تميزًا من جانب ما، بينما يُذكر أناندا خمس مرات (أكثر من أي منهم). ويُذكر أنه الأفضل من حيث حسن السلوك، وفي خدمة الآخرين وفي القدرة على الحفظ في الذاكرة. وكان بوذا أحيانًا يطلب منه أن يحل محله في إلقاء التعاليم بل وذكر بوذا لاحقًا أنه لن يقوم بإلقاء التعاليم بنفسه بعد الآن بأي طريقة.

## المجلس الأول
لأنه كان يحضر دروس بوذا بنفسه وكان دائم السفر معه، أنصت أناندا للعديد من التعاليم التي كان بوذا يلقيها للعديد من المتلقين وحفظها عن ظهر قلب. لذلك، كان يُطلق عليه دائمًا تلميذ بوذا الذي «استقى منه الكثير». وفي المجلس البوذي الأول، التي عُقدت بعد وفاة بوذا بفترة قصيرة، كان أناندا يُدعى لإلقاء العديد من المحاضرات التي أُطلق عليها بعدئذ نصوص سوتا بيتاكا الخاصة بـ بالي كانون.
وعلى الرغم من ارتباطه الطويل ببوذا وقربه الشديد منه، إلا أن أناندا كان مجرد حافظ للنصوص قبل وفاة بوذا. على الرغم من ذلك، ذكر بوذا أن نقاء قلبه كان شديدًا لدرجة أنه «إذا مات أناندا دون أن يتحرر تمامًا، سيكون هو ملك الآلهة لسبع ولايات بفضل نقاء قلبه، أو سيكون هو ملك شبه القارة الهندية لسبع ولايات متتالية. ولكن... سينعم أناندا بالتحرر النهائي في هذه الحياة قريبًا.» (AN 3.80)
وقبل انعقاد المجلس البوذي الأول، اقتُرح عدم حضور أناندا على أساس أنه لم يصل بعد لمرتبة المثال الكامل. ووفقًا للأساطير، دفع هذا الموقف أناندا لتركيز جهوده لاكتساب حالة نيرفانا وتمكن من الوصول إلى المستوى المطلوب قبل الدعوة لعقد الاجتماع السري.
وعلى النقيض من غالبية من ورد ذكرهم في نصوص بالي كانون، يُقدم أناندا في صورة شخص غير مكتمل ولكنه يبدو متعاطفًا مع أحد ما. وهو ينعي موت كل من ساريبوتا الذي كان يعد صديقه المقرب وبوذا. وهناك بيت شعري من نصوص ثيراغاثا الشعرية  يشير إلى شعوره بالوحدة والانعزالية بعد النيرفانا الكاملة لبوذا.
وفي عقيدة زن، يعد أناندا البطريرك الهندي الثاني. وهو يصور عادة مع بوذا في نصوص ماهاكاشيابا، الذي يعد أول بطريرك هنديًا.

## وصلات خارجية
- أناندا على موقع الموسوعة البريطانية (الإنجليزية)
- أناندا على موقع الموسوعة البريطانية (الإنجليزية)

- Entry on Ananda in the Buddhist Dictionary of Pali Proper Names
- Biographical account of Ananda
- Ananda with the Buddha and Subhuti
- Digital Dictionary of Buddhism (log in with userID "guest")
- Ananda: Guardian of the Dhamma by Hellmuth Hecker